# Ben Ahmed
Ben Ahmed è una città del Marocco. Ben Ahmed è una piccola città di circa 21 500 abitanti, situata in una regione di altitudine moderata. È situata in una zona verde, tra Khouribga e Settat e a 70 km dalla capitale economica Casablanca.
La città è anche conosciuta come Bin Ah̨mad.

## Economia
L'agricoltura occupa un posto importante nella vita economica di Ben Ahmed. C'è una società commerciale del latte e del grano. Anche il commercio come l'agricoltura è molto praticato dagli abitanti di Ben Ahmed.